# Chelidonium violaceimembris
Chelidonium violaceimembris là một loài bọ cánh cứng trong họ Cerambycidae.

## Hình ảnh

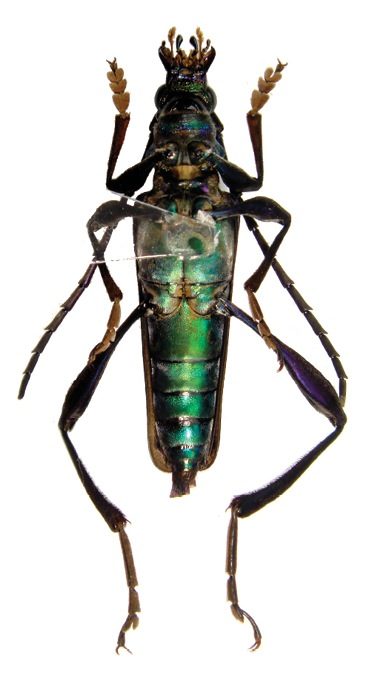
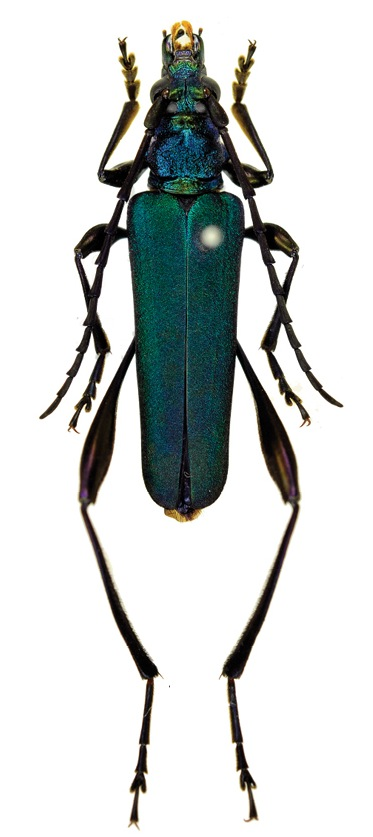
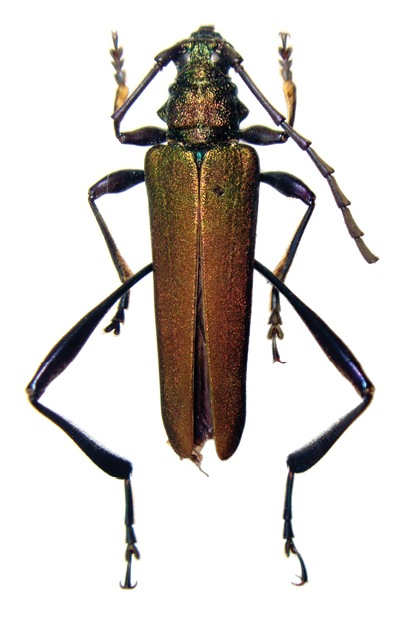